# Зерваницкие
Зерваницкие — дворянский род.
Определениями временного присутствия герольдии от 27 апреля 1844 года и 27 мая 1848 года, утверждены постановления Херсонского дворянского депутатского собрания от 10 июля 1817 г. и 29 марта 1848 г. о внесении в третью часть дворянской родословной книги коллежского асессора Федосия Зерваницкого, сына его — отставного ротмистра Ивана и сына сего последнего — Николая, по личным заслугам их: Федосия и Ивана Зерваницких; а определением Правительствующего Сената, состоявшимся 20 января 1855 года, сопричислен к названному роду второй сын Ивана Федосеева Зерваницкаго, Георгий.

## Описание герба
В серебряном щите червлёный греческий крест. В зелёной оконечности щита серебряное копьё, обращённое остриём вправо, поверх него золотой серп, обращённый вправо.
Щит увенчан дворянским коронованным шлемом. Нашлемник: рука в червлёной одежде держит серебряный изогнутый меч с золотой рукояткой. Намёт: справа — червлёный с серебром, слева — зелёный с золотом.
Герб Зерваницкого внесён в Часть 13 Общего гербовника дворянских родов Всероссийской империи, стр. 60.